# Windsor Locks
Windsor Locks és una població dels Estats Units a l'estat de Connecticut. Segons el cens del 2005 tenia 12.411 habitants.

## Demografia
Segons el cens del 2000, Windsor Locks tenia 12.043 habitants, 4.935 habitatges, i 3.306 famílies. La densitat de població era de 514,9 habitants/km².
Per edats la població es repartia de la següent manera: un 23,7% tenia menys de 18 anys, un 6,2% entre 18 i 24, un 31,2% entre 25 i 44, un 22,5% de 45 a 60 i un 16,5% 65 anys o més.
L'edat mediana era de 39 anys. Per cada 100 dones de 18 o més anys hi havia 92,1 homes.
La renda mediana per habitatge era de 48.837 $ i la renda mediana per família de 59.054 $. Els homes tenien una renda mediana de 41.179 $ mentre que les dones 33.641 $. La renda per capita de la població era de 23.079 $. Aproximadament el 3,3% de les famílies i el 4,4% de la població estaven per davall del llindar de pobresa.

## Poblacions més properes
El següent diagrama mostra les poblacions més properes.